# Drymophilacris panamae
Drymophilacris panamae är en insektsart som beskrevs av Marius Descamps 1976. Drymophilacris panamae ingår i släktet Drymophilacris och familjen gräshoppor. Inga underarter finns listade i Catalogue of Life.